# Yuri Gomes Lima
Yuri Gomes Lima (Fortaleza, 8 de julho de 1985)  é um matemático brasileiro, professor titular do Instituto de Matemática e Estatística da Universidade de São Paulo e pesquisador nas áreas de sistemas dinâmicos, teoria ergódica, combinatória e probabilidade. Foi professor da Universidade Federal do Ceará e é membro afiliado da Academia Brasileira de Ciências (ABC) e da The World Academy of Sciences (TWAS).  

## Vida e formação
Nascido em Fortaleza em 1985, Lima é filho de uma funcionária pública do Banco do Brasil e administradora, e de um engenheiro, de quem diz que herdou a aptidão pela matemática.
 A matemática é uma ciência muito peculiar, que se aproxima da arte em muitos aspectos, dentre elas a busca da beleza. Ela é surpreendente pois, a partir de uma lista de premissas básicas iniciais, permite obter conclusões profundas e não previstas. Isso é o que mais me encanta. 
É o filho do meio, com Patrick como o irmão mais velho e Gisele como a irmã mais nova. Lima conta que teve uma infância divertida, jogando futebol e realizando invenções. Desde o ensino médio, destacou-se em competições de matemática. A partir do nono ano do Ensino Fundamental, adquiriu o objetivo de ir à Olimpíada Internacional de Matemática, estimulado por seu professor Max, e, no terceiro ano do Ensino Médio, obteve a medalha de bronze.
Lima ingressou no Instituto Militar de Engenharia (IME) no Rio de Janeiro em 2003, uma vez que acreditava que o campo para matemáticos no Brasil era bem reduzido. Após um mês, retornou ao Ceará e cursou Matemática.
Graduou-se em Matemática pela Universidade Federal do Ceará (UFC) em 2006, onde também concluiu o mestrado (2008), com a tese Teoria ergódica: uma introdução e aplicações à teoria dos números, orientada por Abdênago Alves de Barros.
Quando defendeu o mestrado, Lima já cursava o segundo ano de doutorado. Em 2011, obteve o diploma de doutorado pelo Instituto de Matemática Pura e Aplicada, orientado por Enrique Ramio Pujals, com a tese Dynamics of sets of zero density, recebendo o Prêmio Carlos Gutierrez de Teses de Doutorado do Instituto de Ciências Matemáticas e de Computação da Universidade de São Paulo (ICMC-USP).
Realizou pós-doutorados no IMPA, no Instituto Weizmann de Ciência (Israel), na Universidade de Maryland (Estados Unidos) e na Universidade Paris-Sul (França).

## Carreira acadêmica
De 2017 a 2024, foi professor adjunto da Universidade Federal do Ceará. Atuou como coordenador acadêmico do departamento de pós-graduação em matemática na universidade.
Desde 2017, lidera um grupo de pesquisa financiado pelo Instituto Serrapilheira, para o desenvolvimento das áreas de sistemas dinâmicos e de teoria ergódica, almejando influenciar o nordeste com seus dobramentos matemáticos.
Em 2018, recebeu uma bolsa chamada Royal Society-Newton Advanced Fellowship da Royal Society.
Em 2021, recebeu uma menção honrosa no Prêmio Sociedade Brasileira de Matemática na categoria de melhor artigo pelo trabalho Symbolic dynamics for three-dimensional flows with positive topological entropy, em colaboração com o israelense Omri Sarig do Instituto Weizmann de Ciência, publicado no Journal of the European Mathematical Society. O trabalho trata sobre problemas de sistemas dinâmicos que são modelos para fenômenos encontrados na natureza e que podem ser representados por modelos probabilísticos.
É membro afiliado da Academia Brasileira de Ciências de 2024 a 2028. Os membros afiliados são pesquisadores de excelência com menos de 40 anos, sendo escolhidos, anualmente, 5 novos membros por região. Lima busca dar uma descrição do caos atual, presente em âmbitos abstratos da matemática e em contextos aplicados, como na astronomia, na biologia e na física.
É membro afiliado da The World Academy of Sciences (TWAS), Academia Mundial de Ciências para o Avanço da Ciência nos Países em Desenvolvimento para o período de 2024 a 2029. O programa TWAS Young Affiliates seleciona 5 cientistas com menos de 40 anos de regiões em desenvolvimento.
E, a partir de 2025, tornou-se professor titular do Instituto de Matemática e Estatística da Universidade de São Paulo.

## Pesquisa
Lima atua como pesquisador matemático com ênfase em sistemas dinâmicos, teoria ergódica, combinatória e probabilidade. Estuda sistemas que modelam comportamentos de clima, de grupos humanos e de mudanças populacionais. Ele investiga sistemas dinâmicos não uniformemente hiperbólicos, com aplicações em modelagem climática, biologia e física. Seus trabalhos incluem:
- Symbolic dynamics for three-dimensional flows (2021, menção honrosa no Prêmio SBM).
- Alice no País da Dinâmica (2025), livro didático para ensino médio.

### Jangada Dinâmica
O projeto Jangada Dinâmica busca integrar pesquisadores com ênfase em sistemas dinâmicos e na teoria ergódica, estimular uma maior diversidade nas áreas e estabelecer escolas de verão de estudos avançados na UFC, com o objetivo dessa universidade se tornar um centro formador de pesquisadores internacionais.

### Dinâmica simbólica e hiperbolicidade não-uniforme
A pesquisa, que se desenvolve na USP e na UFC, investiga os modelos não uniformemente hiperbólicos, apresentando, então, contração e expansão assintótica. Esse modelo é utilizado nos campos da biologia e da sociologia, por exemplo.

### Universidade indo à Escola
Universidade indo à Escola é um projeto de extensão da UFC que se propõe a estimular o conhecimento desenvolvidos nas universidades cearenses a escolas secundárias através de livros, como Alice no País da Dinâmica – Sistemas Dinâmicos para o Ensino Médio, cursos e palestras, contribuindo para o amadurecimento no aprendizado científico.

## Publicações selecionadas

### Artigos científicos
- 2011: Yet another proof of Marstrand’s theorem.[18]
- 2012: ℤd-actions with prescribed topological and ergodic properties.[19]
- 2016: Ergodic properties of equilibrium measures for smooth three dimensional flows.[20]
- 2019: Symbolic dynamics for one dimensional maps with nonuniform expansion.[21]
- 2025: Symbolic dynamics for large non-uniformly hyperbolic sets of three dimensional flows.[22]

### Livro
- 2025: Alice no País da Dinâmica – Sistemas Dinâmicos para o Ensino Médio.[23][17]

## Reconhecimento
- 2003: medalha de bronze na Olimpíada Ibero-Americana de Matemática Universitária (OIMU).[24][25]
- 2004: medalha de ouro na Competição Internacional de Matemática para Estudantes Universitários, realizada na Macedônia.[26]
- 2005: menção honrosa na OIMU.[25]
- 2012: vencedor do Prêmio Carlos Gutierrez de Teses de Doutorado do ICMC-USP.[7]
- 2021: menção honrosa do Prêmio Sociedade Brasileira de Matemática de melhor artigo.[5]
- 2025: menção honrosa do Prêmio Excelência para Novas Lideranças em Pesquisa na USP na área de Ciências Exatas e da Terra.[27]

## Curiosidades e vida pessoal
Yuri Lima aprecia música popular e violão, além de praticar yoga e kitesurfe. Quando precisa descansar, busca a praia.